# Spinirta jinyunshanensis
Espèce
Spinirta jinyunshanensis est une espèce d'araignées aranéomorphes de la famille des Corinnidae.

## Distribution
Cette espèce est endémique de Chongqing en Chine,. Elle se rencontre sur le mont Jinyun.

## Description
Le mâle holotype mesure 7,99 mm et la femelle paratype 10,25 mm.

## Étymologie
Son nom d'espèce, composé de jinyunshan et du suffixe latin -ensis, « qui vit dans, qui habite », lui a été donné en référence au lieu de sa découverte, le mont Jinyun.

## Publication originale
- Jin & Zhang, 2020 : « Spinirta gen. nov., a new dark sac spider genus from southern China (Araneae: Corinnidae). » Zootaxa, no 4838(3), p. 301-330.